# Стівен Гілборн
Стівен Нейл Гілборн (англ. Steven Neil Gilborn; 15 липня 1936, Нью-Рошелл, штат Нью-Йорк — 2 січня 2009, Північний Чатем, Нью-Гемпшир) — американський актор.

## Життєпис
Стівен Гілборн народився 15 липня 1936 року в м. Нью-Рошелл, штат Нью-Йорк. У 1958 році закінчив Свортмор-коледж, де отримав ступінь бакалавра з англійської мови. Отримав ступінь доктора філософії у 1969 році в Стенфордському університеті.
Перед тим як стати актором Гілборн був професором гуманітарних наук в Массачусетському технологічному інституті. Викладав у Стенфордському, Колумбійському та Каліфорнійському університеті в Берклі.
Стівен Гілборн помер 2 січня 2009 року від раку в своєму будинку в Північному Чатемі.

## Особисте життя
Стівен Гілборн у 1964 році одружився з американською пейзажною фотографкою Карен Галверсон, з якою прожив до своєї смерті.

## Вибрана фільмографія
| Рік       |   | Українська назва             | Оригінальна назва        | Роль           |
| --------- | - | ---------------------------- | ------------------------ | -------------- |
| 1983      | с | Нескінченне кохання          | Loving                   | Сем Флетчер    |
| 1989      | с | Золоті дівчатка              | The Golden Girls         | Говард         |
| 1989      | с | Чудові роки                  | The Wonder Years         | Кевін Арнольд  |
| 1989      | с | Хто тут бос?                 | Who's the Boss?          | Перселл        |
| 1990      | с | Закон і порядок              | Law & Order              | суддя Мартон   |
| 1990—1993 | с | Закон Лос-Анджелеса          | L.A. Law                 | Роберт Річардс |
| 1990—1991 | с | Коломбо                      | Columbo                  | Джордж         |
| 1991      | с | Кохання, брехня і вбивство   | Love, Lies & Murder      | суддя Кавано   |
| 1991      | с | Метлок                       | Matlock                  | Лео Касабян    |
| 1991      | ф | Він сказав, вона сказала     | He Said, She Said        |                |
| 1994      | с | Еллен                        | Ellen                    | Гарольд Морган |
| 1996      | ф | З'являється Данстон          | Dunston Checks In        | Арті           |
| 1996      | с | Швидка допомога              | ER                       | Рендалл        |
| 1997      | ф | Угон по-американськи         | Joyride                  | Артур          |
| 1997      | ф | Частини тіла                 | Private Parts            | агент Говарда  |
| 1998      | ф | Доктор Дуліттл               | Dr. Dolittle             | Сем Литвак     |
| 2000      | ф | Сестричка Бетті              | Nurse Betty              | Блейк          |
| 2001      | ф | Возз'єднання                 | Reunion                  | Джордж         |
| 2001      | ф | Еволюція                     | Evolution                | суддя Ґульден  |
| 2002      | с | Баффі — переможниця вампірів | Buffy the Vampire Slayer | Дядько Рорі    |
| 2005      | ф | Як сказав Джим               | According to Jim         | Бертрам        |
| 2007      | с | Сутичка                      | Damages                  | Амос Деннінґер |